# Olfert Ricard
Olfert Herman Ricard (2. april 1872 på Frederiksberg – 20. juni 1929 i København) var en dansk præst af fransk huguenottisk familie. Han havde stor indflydelse som prædikant, ungdomsleder og som forfatter af mange opbyggelsesbøger. Han var bror til Frederik Ricard.
Ricard var søn af gehejmekonferensråd, departementschef C.F. Ricard og hustru Signe Sophie Vilhelmine Møller, blev student fra Borgerdydskolen på Christianshavn 1889, cand.theol. 1895 og rejste året efter til Tyskland og England. 1899 var han i Amerika, 1904-05 i Syden og 1908 i Japan og Kina.
Ricards navn er først og fremmest knyttet til den kristelige ungdomsbevægelse, og få har som han forstået at samle hovedstadens drenge og unge mænd om sig. Da KFUM fik sin røde Borg i Gothersgade (indviet 1900, tegnet af Jens Christian Kofoed, senere udvidet ved Henning Hansen) var Ricard en central skikkelse.
Fra 1896-1908 var han sekretær ved Københavns KFUM og fra 1902-15 tillige generalsekretær for KFUM i Danmark. 1908 blev han residerende kapellan ved Sankt Johannes Kirke i København, 1917 sognepræst ved Garnisons Kirke og fra 1915 tillige lærer i homiletik ved pastoralseminariet.
Ricard har været med til at skabe den internationale kristne studenterbevægelse, og han var stærkt påvirket af engelsk og amerikansk kristendom.
Teologisk var Ricard præget af den liberale teologi, blandt andet F.C. Krarup – kristendom var oplevelse og erfaring og Jesus det store ideal.
Ricard lagde i modsætning til Indre Mission vægt på kulturelle opgaver:
"Det må have en sportsafdeling, for det vil tidens ungdom, den må have foredragsrækker, thi den kristne ungdom trænger til at kende sin tid; den må have fester, thi de unge vil feste; den må have penge, thi både prioriteter og lys og varme og rengøring og lønning koster penge"
Ifølge Lindhardt afgiver de biografier, der blandt andet af "Ricard-epigonerne" til forskellige lejligheder blev skrevet om Ricard, rigelig dokumentation for at der ved en sammensmeltning af vækkelsen og den liberale personlighedsreligiøsitet havde udviklet sig en persondyrkelse som også ramte KFUM. Som hørende til epigonerne nævnes Gunner Engberg, Axel Malmstrøm, Johannes Larsen og Svend Rehling som kom til at præge mindst én generation og derved fik kirkehistorisk betydning. Det var også især mod dem kritikken senere rejste sig. "Hvad der hos Ricard kun er tilstede som tendenser, behersket af smag og stilsans, flyder hos epigonerne over alle bredder".
I kølvandet på de teologiske strømninger der opstod efter 1. verdenskrig med Karl Barth og dialektisk teologi leverede Tidehvervsbevægelsens få, men teologisk begavede unge en heftig kritik af den sociale kristendom der var fremherskende hos KFUM-lederne, Ricard og "epigonerne". 1924 indledte Niels Ivar Heje et angreb på den "oplevelsesreligiøsitet" der havde været kendetegnende ved deres forkyndelse med føleri, påtagen gævhed, drivende sentimentalitet og effektjageri påvirket af amerikansk vækkelsespropaganda. Fra 1926 fandt kritikken blivende sted i bevægelsens blad Tidehverv.
Han modtog Fortjenstmedaljen i guld 1908, blev Ridder af Dannebrog 1918 og Dannebrogsmand 1923.
Han er begravet på Vestre Kirkegård.
Der findes et maleri af Bertha Wegmann i K.F.U.M. Buste af Axel Poulsen 1930, i bronze på Garnisons Kirkeplads, i ler i K.F.U.M. Portrætrelief af Rikard Magnussen 1930. Træsnit af K.J. Almqvist 1940.

## Udgivelser
Blandt Ricards bøger kan nævnes:
- Vejledning til Selvstudium af Jesu Kristi Liv (1900)
- Ungdomsliv (1905) der udkom i over 120.000 eksemplarer[6]
- Kristus og hans Mænd (1909)
- Aanden i Apostelkirken (1910)
- Vinter og Vaar (1915)
- Sommer og Høst (1915)
- For os (1918)
- Fat Mod (1922)
- Bedre frem (1924)